# Handrij
Handrij (IPA: handʀii̯) ist ein männlicher Vorname. Es ist die gebräuchliche obersorbische Form des Namens Andreas. Vom Vornamen abgeleitet wurde der Familienname Handrick/Handrik.

## Bekannte Namensträger
- Handrij Lubjenski (1790–1840), sorbischer Theologe und Heimatforscher
- Handrij Nyča (1731–1795), sorbischer Reisender und Gelehrter
- Handrij Zahrodnik (1654–1727), kurfürstlich-sächsischer Modellmeister, Naturwissenschaftler und Erfinder
- Handrij Zejler (1804–1872), sorbischer Dichter